# Ensuès-la-Redonne
Ensuès-la-Redonne is een gemeente in het Franse departement Bouches-du-Rhône (regio Provence-Alpes-Côte d'Azur). De plaats maakt deel uit van het arrondissement Istres. Ensuès-la-Redonne telde op 1 januari 2022 5.796 inwoners.

## Geografie
De oppervlakte van Ensuès-la-Redonne bedroeg op 1 januari 2022 25,83 vierkante kilometer; de bevolkingsdichtheid was toen 224,4 inwoners per km².
De onderstaande kaart toont de ligging van Ensuès-la-Redonne met de belangrijkste infrastructuur en aangrenzende gemeenten.

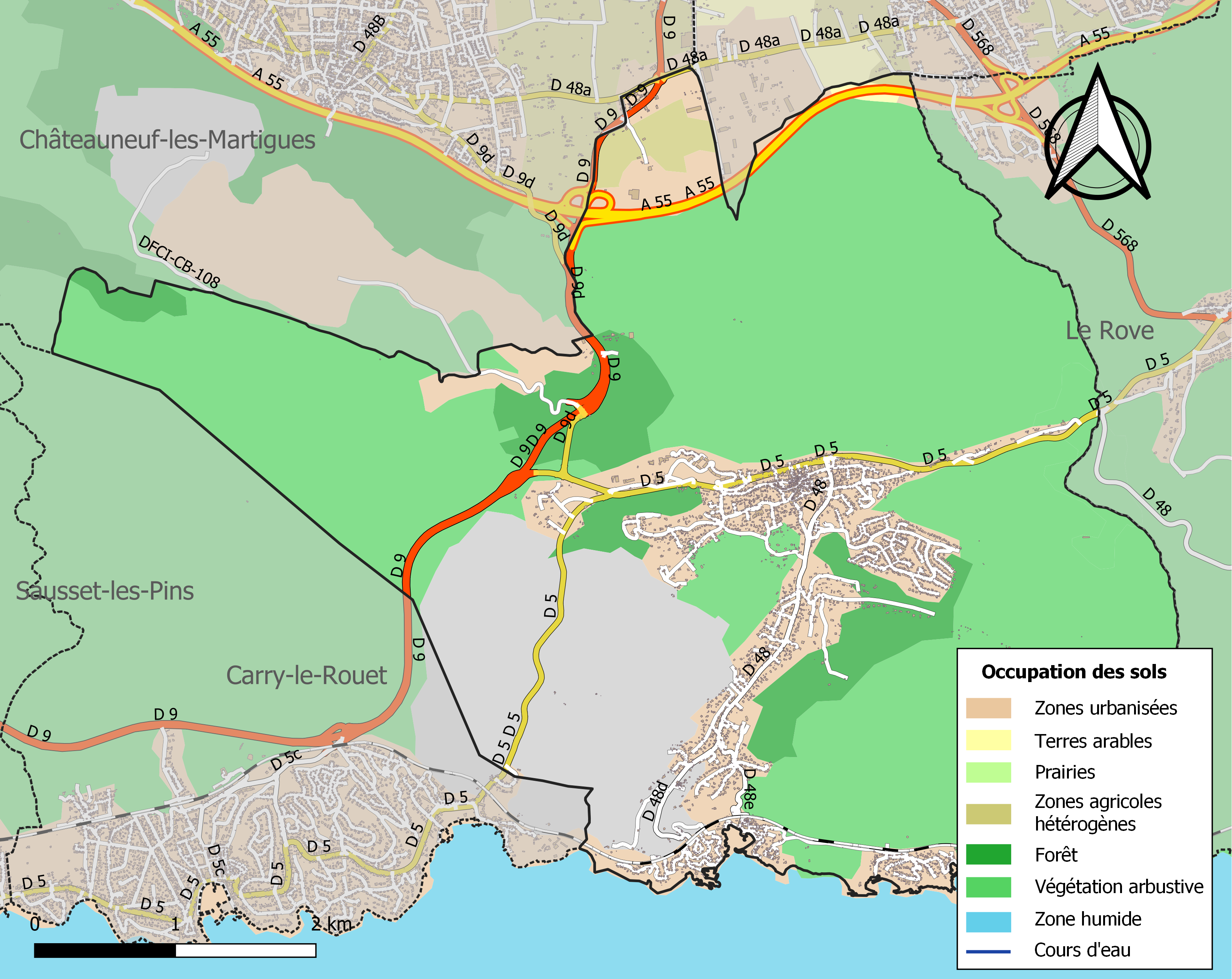

## Verkeer en vervoer
In de gemeente ligt spoorwegstation La Redonne-Ensuès.

## Demografie
Onderstaande figuur toont het verloop van het inwonertal (bron: INSEE-tellingen).
Vanwege een beveiligingsprobleem met de MediaWiki Graph-software is het momenteel niet mogelijk deze grafiek weer te geven. Zodra de software is bijgewerkt zal de grafiek vanzelf weer zichtbaar worden.